# مسافة الكبح
مسافة الكبح هي المسافة التي تقطعها السيارة من النقطة التي يتم فيها استخدام فراملها بالكامل عندما يتعلق الأمر بالتوقف التام. يتأثر بشكل أساسي بالسرعة الأصلية للسيارة ومعامل الاحتكاك بين الإطارات وسطح الطريق، ويتأثر بشكل مهم بمقاومة الإطارات للدوران وسحب الهواء للمركبة. يؤثر نوع نظام المكابح المستخدم فقط على الشاحنات والمركبات الكبيرة، والتي لا يمكنها توفير القوة الكافية لمطابقة قوة الاحتكاك الساكن.

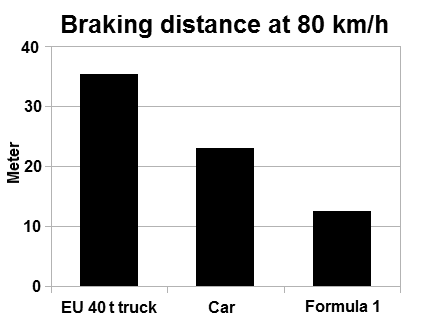
مسافة الكبح عند 80 كم / ساعة (50 ميل / ساعة)

## الاشتقاق

### معادلة الطاقة
يمكن إيجاد مسافة الكبح النظرية من خلال تحديد الشغل المطلوب لتبديد الطاقة الحركية للمركبة.
تعطى الطاقة الحركية E بالصيغة:
{\displaystyle E={\frac {1}{2}}mv^{2}}
حيث m هي كتلة السيارة و v هي السرعة عند بداية الكبح.
ونظرا W العمل الذي قام به الكبح حسب:
{\displaystyle W=\mu mgd}
حيث μ هي معامل الاحتكاك بين سطح الطريق والإطارات، و g هي جاذبية الأرض، و d هي المسافة المقطوعة.
مسافة الكبح (التي تُقاس عادةً بطول الانزلاق) مع إعطاء سرعة القيادة الأولية v يتم العثور عليها بوضع W = E، والتي تتبع منها ذلك
{\displaystyle d={\frac {v^{2}}{2\mu g}}}
ونظرا للسرعة القصوى تعطى متاح الكبح مسافة d حسب:
{\displaystyle v={\sqrt {2\mu gd}}}

## إجمالي مسافة التوقف
إجمالي مسافة التوقف هي مجموع مسافة الإدراك والتفاعل ومسافة الكبح.
{\displaystyle D_{total}=D_{p-r}+D_{braking}=vt_{p-r}+{\frac {v^{2}}{2\mu g}}}
قيمة خط الأساس المشتركة {\displaystyle t_{p-r}=1.5s,\mu =0.7} يستخدم في إيقاف الرسوم البيانية للمسافات. تتضمن هذه القيم قدرة الغالبية العظمى من السائقين في ظل ظروف الطريق العادية. ومع ذلك، قد يكون لدى السائق الحريص واليقظ أوقات رد فعل الإدراك أقل بكثير من ثانية واحدة، والسيارات الحديثة ذات المكابح المحوسبة المضادة للانزلاق قد يكون معامل الاحتكاك فيها 0.9 - أو حتى يتجاوز 1.0 مع الإطارات اللاصقة.    